# Kalmar (comune)
Kalmar è un comune svedese situato nella contea di Kalmar. Il suo capoluogo è la città omonima. Al 31 dicembre 2013 contava 63 887 abitanti, posizionandosi al 34º posto tra i comuni della Svezia per numero di abitanti, dopo i comuni di Karlskrona e Mölndal.

## Stemma
Lo stemma del comune di Kalmar deriva quasi interamente da quello della città di Kalmar (torre e onde su sfondo argento), uno dei più antichi del Nord Europa. Le stelle furono aggiunte in seguito per distinguerlo da altri simili. Lo stemma fu registrato al PRV.

## Località
Nel territorio comunale sono comprese le seguenti aree urbane (tätort):
| #  | Località    | Popolazione |
| -- | ----------- | ----------- |
| 1  | Kalmar      | 35 170      |
| 2  | Lindsdal    | 5 520       |
| 3  | Smedby      | 3 530       |
| 4  | Rinkabyholm | 1 555       |
| 5  | Ljungbyholm | 1 461       |
| 6  | Trekanten   | 1 268       |
| 7  | Rockneby    | 880         |
| 8  | Läckeby     | 862         |
| 9  | Påryd       | 657         |
| 10 | Hagby       | 651         |
| 11 | Vassmolösa  | 544         |
| 12 | Tvärskog    | 409         |
| 13 | Dunö        | 384         |
| 14 | Halltorp    | 292         |
| 15 | Boholmarna  | 272         |

## Politica
Si riporta di seguito la composizione politica del Comune di Kalmar in seguito alle elezioni del 2010:
1. Partito Socialdemocratico: 29 seggi
2. Partito Moderato: 13 seggi
3. Partito di Centro: 5 seggi
4. Partito Popolare Liberale: 4 seggi
5. Partito Ambientalista: 4 seggi
6. Democratici Svedesi: 2 seggi
7. Democratici Cristiani: 2 seggi
8. Partito della Sinistra: 2 seggi

## Luoghi di interesse

### Natura
Il comune di Kalmar è rinomato per le sue bellezze naturali; sul suo territorio infatti, si trovano almeno 10 Aree naturali protette tra cui la più estesa e importante è sicuramente Björnö. Per quanto riguarda le altre attrazioni, esse sono quasi interamente concentrate nella città capoluogo Kalmar.

### Musei e Monumenti
- Museo d'arte moderna di Kalmar
- Läns Museum di Kalmar con il relitto della nave da guerra Kronan
- Castello di Kalmar
- Cattedrale di Kalmar
- Stensö

## Istruzione
- Linnéuniversitetet con sedi a Växjö e Kalmar

## Sport
- Calcio
  - Kalmar Fotbollsförening in serie Allsvenskan
  - Kalmar AIK in IV Divisione
- Golf
  - Kalmar GK

## Amministrazione

### Paesi nordici
- Savonlinna
- Árborg
- Arendal

### Resto d'Europa
- Panevėžys
- Danzica
- Kaliningrad
- Wismar

### Fuori Europa
- Wilmington (Delaware)
- Entebbe